# Église Saint-Cyprien de Cuchous
Pour les articles homonymes, voir église Saint-Cyprien.
L'église Saint-Cyprien de Cuchous est une église préromane située au hameau Cuchous, sur la commune de Cassagnes, dans le département français des Pyrénées-Orientales.